# Đang Đồ
Đang Đồ (chữ Hán giản thể: 当涂县, âm Hán Việt: Đang Đồ huyện) là một huyện thuộc địa cấp thị Mã An Sơn, tỉnh An Huy, Cộng hòa Nhân dân Trung Hoa. Huyện này có diện tích 995 km², dân số 486.500 người, mã bưu chính là 243100. Huyện lị đóng tại trấn Cô Thục. Về mặt hành chính, quận này được chia thành 8 trấn, 4 hương. Khu Bắc Vọng chính thức được thành lập vào tháng 9 năm 2012 trên cơ sở ba trấn Bác Vọng (博望), Đan Dương (丹阳) và Tân Thị (新市) của huyện Đang Đồ.
- Trấn: Cô Thục (trung tâm huyện), Hoàng Trì, Ô Khê, Thạch Kiều, Hộ Hà, Thái Bạch, Đường Nam.
- Hương: Hồ Dương, Đại Lũng, Niên Đẩu, Giang Tâm.